# Habropogon karooensis
Habropogon karooensis är en tvåvingeart som beskrevs av Jason Gilbert Hayden Londt 2000. Habropogon karooensis ingår i släktet Habropogon och familjen rovflugor. Inga underarter finns listade i Catalogue of Life.